# Interscope Racing
Interscope Racing var ett amerikanskt formel 1-stall som deltog i ett par lopp i slutet av 1970-talet.
Stallet med Danny Ongais som förare kvalade in till två lopp 1977 och han kom som bäst sjua i Kanada. 1978 försökte han förkvalificera sig två gånger men misslyckades.

## F1-säsonger
| Säsong | Tävlingsnamn      | Bil    | Motor                    | Däck | Poäng | VM-plac. | Förare       |
| ------ | ----------------- | ------ | ------------------------ | ---- | ----- | -------- | ------------ |
| 1977   | Interscope Racing | Penske | Ford Cosworth DFV 3.0 V8 | G    | 0     | (12:a)   | Danny Ongais |
| 1978   | Interscope Racing | Shadow | Ford Cosworth DFV 3.0 V8 | G    | 0     | (11:a)   | Danny Ongais |